# 2014 în jocuri video
Acest articol prezintă evenimente importante legate de jocuri video din anul 2014. Vezi și istoria jocurilor video.

## Evenimente
Jocurile anului foarte apreciate de critici sunt Super Smash Bros. for Wii U, Dark Souls II, Bayonetta 2, Shovel Knight, Velocity 2X, Dragon Age: Inquisition,  Mario Kart 8 sau Hearthstone: Heroes of Warcraft. 
Multe premii au primit jocuri ca Destiny, Middle-earth: Shadow of Mordor sau Monument Valley.
Jocurile video cu cele mai mari încasări din 2014 în ceea ce privește veniturile la nivel mondial (inclusiv vânzări fizice, achiziții digitale, abonamente, microtranzacții, free-to-play și pay-to-play) pe toate platformele (inclusiv mobil, PC și consolă) sunt: Puzzle & Dragons, CrossFire, Candy Crush Saga, Clash of Clans și League of Legends.

### Serii cu jocuri noi
Seriile în care au apărut jocuri noi în 2014 sunt:  Assassin's Creed, Bayonetta, Borderlands, Call of Duty, Castlevania, Civilization, Dark Souls, Divinity,  Donkey Kong, Dragon Age, The Elder Scrolls, Elite,  Far Cry, Final Fantasy, Forza Horizon, Infamous, Kinect Sports, Kirby, LittleBigPlanet, Mario Golf, Mario Kart, Metal Gear, MX vs. ATV, Ninja Gaiden, Persona, Pokémon,  Professor Layton, Shantae, Sniper Elite, Sonic the Hedgehog, Strider Hiryu, Super Smash Bros., Tales, The Sims, Thief, Trials, Tropico, Wolfenstein și World of Warcraft.